# Осушувально-зволожувальна система

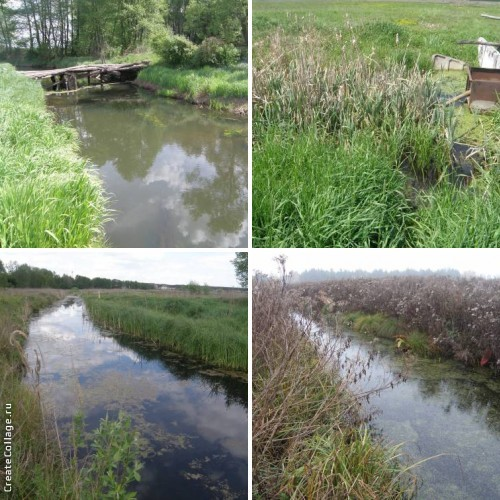
Трубізька осушувально-зволожувальна система

Осушувально-зволожувальна система — меліоративна система, що поєднує функції осушувальної системи і зрошувальної системи. Являє собою комплекс гідромеліоративних споруд двосторонньої дії, що дозволяє регулювати водно-повітряний режим ґрунту на осушуваних землях.

## Характеристика системи
Осушувально-зволожувальна система конструктивно відрізняється від осушувальної системи односторонньої дії наявністю в ній регулюючих гідротехнічних споруд, насосних станцій, машин і пристосувань для зрошення осушених земель. Це дозволяє забезпечити не тільки скидання поверхневих вод і зниження рівня ґрунтових вод до осушувальної норми, а й подавання води для зволоження ґрунту в періоди року, коли кількість опадів є недостатньою.
Основний спосіб осушення в осушувально-зволожувальних системах — закритий дренаж, зволоження — внутрішньоґрунтове зрошення або дощування.

## Конструкції осушувально-зволожувальних систем
- комбіновані (дрени і додатково кротування або глибоке розпушування ґрунту);
- двоярусні (дрени розміщені в двох з'єднаних між собою ярусах);
- водооборотні (скидні води повертаються насосною станцією в мережу), з горизонтальним і вертикальним дренажем і дощуванням;
- суміщені системи, в яких закриті колектори використовуються як розподільники для подачі води до дощувальної установки.

## Економічна доцільність
Середня багаторічна надбавка врожайності сільськогосподарських культур від зволоження становить 15—60% (мінімум — на потужних торф'яних, максимум — на легких ґрунтах).
Термін окупності осушувально-зволожувальної системи:
- при вирощуванні овочів 2-4 роки,
- багатоукісних сінокосів і культурних пасовищ 5-8 років,
- зернових до 20 років і більше.

## Осушувально-зволожувальні системи України
Близько 2/3 території України знаходиться в умовах незадовільного водного режиму. У її межах виділяється три природно-кліматичні зони: недостатньо зволожена лісостепова, посушлива степова і надлишково-зволожена та достатньо зволожена лісова. Остання займає 25% території. Висока потенційна родючість заболочених та перезволожених ґрунтів, відносно сприятливий температурний режим для основних видів зернових, кормових культур, коренеплодів, але дещо надмірна кількість атмосферних опадів в умовах слабкої природної дренованості території створює передумови осушувальних меліорацій. Причому найбільша ефективність гідротехнічних меліорацій спостерігається на осушувально-зволожуючих системах.
У 1980-х роках в Україні осушувально-зволожувальні системи займали площу понад 1 млн га.
Найбільшими осушувально-зволожувальними системами України є:
- Берегівська осушувально-зволожувальна система — 54,0 тис. га,
- Трубізька осушувально-зволожувальна система — 37,6 тис. га,
- Верхньоприп'ятська осушувально-зволожувальна система — 25,1 тис. га,
- Роменська осушувально-зволожувальна система  — 14,9 тис. га,[1]
- Ірпінська осушувально-зволожувальна система — 8,2 тис. га,
- Кишинська осушувально-зволожувальна система  —3,5 тис. га.[2]